# Hvidøre
Hvidøre (in danese  Hvidøre Slot) è una ex country house a Klampenborg, appena a sud di Bellevue Strand, sulla costa dell'Øresund nel comune di Gentofte a nord di Copenaghen, in Danimarca.
Il nome "Hvidøre" originariamente significava "spiaggia di ghiaia bianca" e si riferisce alla lingua di terra sabbiosa ai piedi della rupe su cui ora sorge il palazzo, affacciato sulle acque azzurre dell'Øresund, che divide la Danimarca dalla Svezia meridionale.
È conosciuta soprattutto per essere stata la casa dell'Imperatrice vedova Marija Fëdorovna Romanova di Russia, che era figlia del re Cristiano IX di Danimarca, dopo essere stata costretta all'esilio dalla Rivoluzione russa del 1917. Attualmente è utilizzata come sede per conferenze e formazione dalla Novo Group.

## Storia

### Origini
All'inizio del XVI secolo, re Giovanni di Danimarca costruì una residenza reale a Hvidøre, per sorvegliare l'unico luogo di sbarco a nord di Copenaghen.
Re Cristiano II vi ospitò la sua amante e la madre di lei dopo il suo matrimonio con la principessa Isabella d'Asburgo nel 1515.
Il castello passò di mano più volte nel corso dei secoli e infine fu acquistato dal Consigliere Frederik Bruun nel 1871, che lo fece demolire ed incaricò l'architetto Johan Schrøder della progettazione di una casa di campagna da costruire al suo posto per essere utilizzata come residenza estiva per la sua famiglia; i lavori iniziarono nel 1871. Da allora, il nome Hvidøre indica la casa piuttosto che la località.
Il Consigliere Bruun morì nel 1887, ma la sua vedova tenne Hvidøre fino al 1906.

### Residenti reali

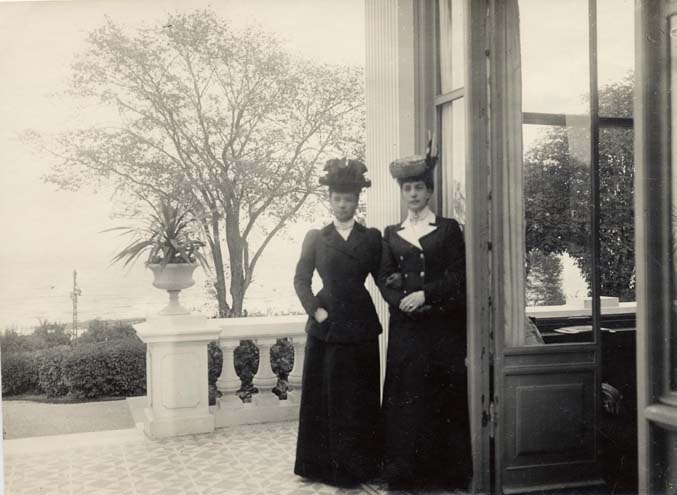
Alessandra e Marija Fëdorovna a Hvidøre, c. 1910.

Nel 1906 le figlie del re Cristiano IX, la Regina Alessandra del Regno Unito e l'Imperatrice vedova Marija Fëdorovna Romanova, acquistarono il palazzo per 280.000 DKK, per utilizzarlo come residenza estiva durante le loro frequenti visite alla loro nativa Danimarca. Esse incaricarono l'ormai anziano Johan Schrøder di adeguare e modernizzare la casa con i comfort più recenti, come il riscaldamento centralizzato, mentre la ditta britannica Waring & Gillow fornì la maggior parte del lussuoso arredamento. Fu scavato anche un tunnel per accedere direttamente alla spiaggia, che appartiene a Hvidøre ma ne è separata dalla strada costiera.
Negli anni che seguirono, le sorelle erano solite soggiornare a Hvidøre da settembre fino a novembre, ma questo ebbe termine con lo scoppio della prima guerra mondiale nel 1914.

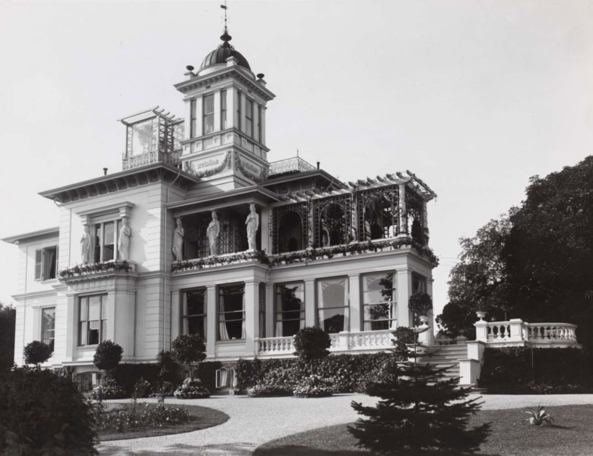
Hvidøre attorno al 1920.

Dopo il rovesciamento della monarchia in Russia a seguito della Rivoluzione del 1917, Marija Fëdorovna, nata Principessa Dagmar di Danimarca, fuggì dalla Russia e dopo qualche tempo, si stabilì a Hvidøre dove rimase fino alla morte nel 1928, insieme alla figlia la granduchessa Ol'ga Aleksandrovna Romanova, al genero Nikolai Kulikovsky ed ai loro due figli.
Nel 1930, dopo la perdita della madre e la precedente morte della zia, Ol'ga e sua sorella Ksenija vendettero Hvidøre.

### Storia successiva
Nel 1932, Musse Scheel, figlia di Frederik Christian Bruun e moglie del conte Ulrik Scheel, riacquistò la sua casa d'infanzia, presumibilmente per evitare l'abbattimento di un vecchio albero nei giardini. Visse nella casa per soli due anni prima di trasferirsi nel palazzo al n. 5 di Kristianiagade, ove oggi ha sede l'Ambasciata russa a Copenaghen.
Nel 1937 la tenuta di Hvidøre fu acquistato da Harald e Thorvald Pedersen, soci e fondatori della Novo Therapeutic Laboratory; 
Thorvald incaricò Arne Jacobsen di costruirgli una casa privata nei pressi; pensava di abbattere il vecchio palazzo, invece alla fine fu chiesto a Jacobsen di trasformarlo in un sanatorio per diabetici, che aprì il 28 gennaio 1938.
Le persone affette da diabete potevano farsi curare e imparare ad avere una vita attiva nonostante la malattia, l'ospedale poteva accogliere 25 pazienti.
Nel 1980 la Novo incaricò lo studio di architettura Dissing + Weitling di realizzare un ampliamento del seminterrato dell'edificio. 
Hvidøre ha continuato a essere un ospedale del diabete fino al 1991.
Attualmente è utilizzata come centro formazione interna della Novo Group.

## Architettura e dintorni
Hvidøre è costruita secondo un progetto revivalista che combina le caratteristiche del Rinascimento italiano e vittoriano; cinque cariatidi neogreche, opera dallo scultore Otto Evens, fanno parte del balcone superiore.
Sulla costa sotto la casa c'è un parco spiaggia disegnato dall'architetto paesaggista C. Th. Sørensen mentre l'architetto Povl Baumann ha progettato il muro e la pergola.
Inoltre nelle vicinanze è situato il monumento a Emiliekilde.